# Gorizia (província)
A província de Gorizia é uma província italiana da região do Friuli-Venezia Giulia com cerca de 136 183 habitantes, densidade de 292 hab/km². Está dividida em 25 comunas, sendo a capital Gorizia.
Faz fronteira a sudeste com a província de Trieste, a este com a Eslovénia, a sul com o mar Adriático e a oeste com a província de Udine.